# Деніц Айтекін
Деніц Айтекін (нім. Deniz Aytekin, 21 липня 1978, Нюрнберг) — німецький футбольний суддя. Успішний бізнесмен, власник інтернет-компанії з 75 підлеглими.

## Біографія
Айтекін народився 21 липня 1978 року в Нюрнберзі в родині вихідців з Туреччини. На серйозному рівні судить з 2004 року.
27 вересня 2008 року дебютував у Бундеслізі, і в першому ж матчі показав себе рішучим арбітром, попередивши воротаря команди «Енергі» (Котбус) Герхарда Треммеля за затягування часу.
1 квітня 2011 року зупинив та припинив матч «Санкт-Паулі» — «Шальке 04» на 89-й хвилині, коли фанат господарів кинув пластиковим пивним келихом у лайнсмена. Наступну домашню гру «Санкт-Паулі» проводив при порожніх трибунах.
21 липня 2011 року Айтекін дебютував у Європі в матчі 2-го кваліфікаційного раунду Ліги Європи УЄФА 2011/12 між хорватським «Сплітом» і словенським «Домжале».
На рівні збірних Айтекін судив на Євро-2012, де пропрацював дві гри за воротами в команді Вольфганга Штарка.
З осені 2016 обслуговує відбіркові матчі чемпіонату світу 2018.